# Креольсько-малайська мова
Креольсько-малайська мова (також відома як Sri Lankan Malay, Bahasa Melay, Ja basawa та Java mozhi) — є австронезійською креольською мовою, утвореною через суміш сингальської та шонамської (мусульманська тамільська мова)r.. Креольсько-малайська - це реструктуризована мова малайської бази, якою говорять щонайменше п'ять різних громад Шрі-Ланки, що еволюціонувала та значно відрізняється від інших різновидів малайської мови через тісний контакт з домінуючими мовами сингальської та тамільської мов.

## Історія
Шрі-ланкійська креольсько-малайська виникла як засіб спілкування між прибувшими малайцями та місцевими жителями, в 13-му столітті. Тепер нею говорять лише малайці зі острова, чиїми предками були вигнанці та робітники із Індонезії, приневезені на кораблях голландцями та британцями, а також солдати голландського гарнізону. 

## Носії мови
Більшість носіїв цієї мови сьогодні проживають у Північному Коломбо . Шрі-ланкійські малайці наразі складають 0,3% населення держави, їхня кількість оцінюється приблизно у 46 000 осіб. Точна кількість невідома, оскільки немає лінгвістичної статистики щодо кількості малайців, які живуть на Шрі-Ланці чи за її межами. Виходячи з етнічної статистики Шрі-ланкійських малайців, вони становлять від 30 000 до 40 000 осіб.
Креольсько-малайська виживається в основному в усній формі. Проте були рідкісні випадки, коли вона була написана на сингальській або тамільській азбуці. У 19-му столітті Шрі-ланкійсько малайська писалася гундульським алфавітом, який базувався на арабському алфавіті із певними подібностями до алфавіту Джаві. Хоча були спроби відродити письмову форму шрі-ланкійської малайської, проте наразі вона в занепаді, через те  що багато малайської молоді починають вивчати сингальську або тамільську та англійську в домашніх умовах. У 1950-х роках мовна політика в Шрі-Ланці почала сприяти використанню сингальської мови, а особи чий вік менший 50 років, набагато гірше володіють рідною мовою в порівнянні із державною, ніж попередні покоління. Серед молоді  очевидним є функціональне знищення, втрата лексичного матеріалу та мовний зсув.

## Спільнота Кірінда
Спільнота Кірінда в Хамбантоті є однією з небагатьох громад, які говорять на креольсько малайській мові. Діти в громаді Кірінди володіють тільки цією мовою, перш ніж вступляють в початкову школу, носії шрі-ланкийської креольської сьогодні недостатні для підтримки мови майбутніх поколінь. У деяких громадах креольсько-малайській мова загрожує зникнення.